# Deividas Šemberas
Deividas Šemberas (Vilnius, 2 augustus 1978) is een Litouws voetballer die sinds 2014 onder contract staat bij VMFD Žalgiris. Hij speelt voornamelijk als defensieve middenvelder, maar kan ook opgesteld worden als centrale verdediger of als rechtsback. Šemberas maakte in 1996 zijn debuut in het Litouws voetbalelftal.

## Carrière
Šemberas speelde in eigen land voor VMFD Žalgiris. In 1998 verhuisde hij naar Dinamo Moskou. Na drie seizoenen trok hij in januari 2002 naar CSKA Moskou, waar Šemberas 254 competitiewedstrijden zou spelen. In juli 2012 trok hij naar Alania Vladikavkaz. In januari 2014 keerde Šemberas transfervrij terug naar Litouwen om af te bouwen bij zijn eerdere club VMFD Žalgiris. Met die club won hij direct het bekertoernooi en de landstitel.
Šemberas heeft de UEFA-managmentopleiding Executive Master for International Players (MIP) gedaan.

## Interlandcarrière
Šemberas debuteerde in 1996 in het Litouws voetbalelftal. Op 3 november verving hij tijdens een oefeninterland tegen Indonesië de toen 22-voudige international Igoris Kirilovas, die een halfuur daarvoor de 2–0 gemaakt had (eindstand 4–0). Gedurende zeventien jaar speelde Šemberas in totaal 82 interlands voor Litouwen, dat zich nooit voor een groot toernooi wist te kwalificeren. Zijn laatste wedstrijd in het nationaal elftal was een duel in het kwalificatietoernooi voor het wereldkampioenschap voetbal 2014 tegen Slowakije (1–1), zijn zevende wedstrijd als aanvoerder van Litouwen.